# Constant Cap

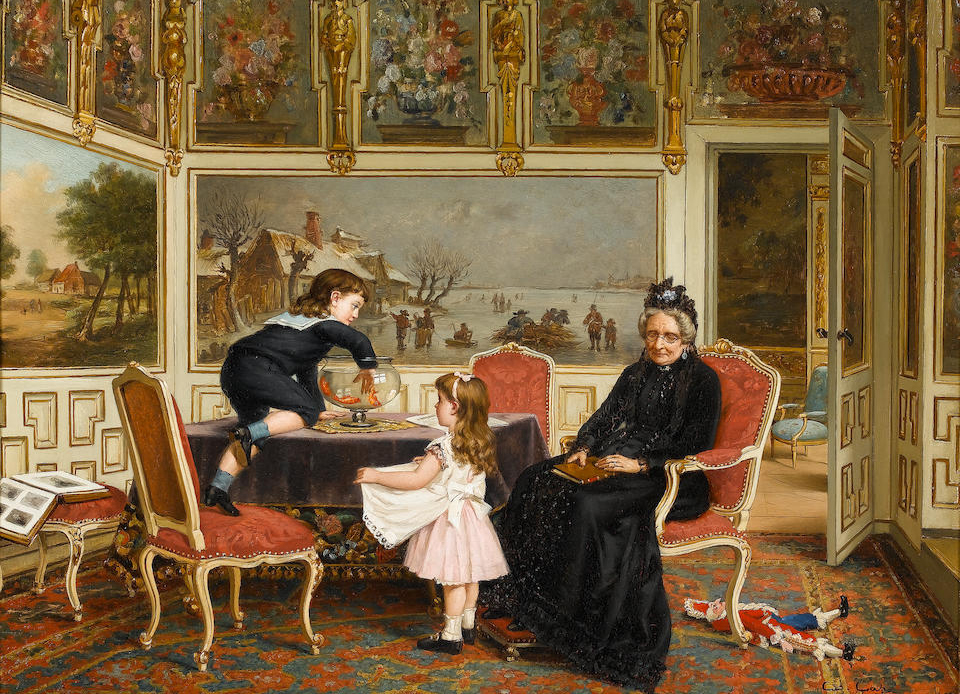
Baldadigheid (1889)

Constant Aimé Marie Cap (Sint-Niklaas, 2 juni 1842 - Antwerpen, 9 oktober 1915) was een Belgisch kunstschilder. Hij was tussen 1857 en 1915 actief als kunstschilder in Antwerpen.
Hij schilderde zowel portretten, historiestukken, stadsgezichten als genrewerken. Doeken van hem zijn bewaard in het KMSKA en in het New York Public Library Print Collection. Een schilderij van hem is te zien in het kasteel van Modave.

## Biografie
Cap studeerde bij August De Wilde aan de kunstacademie van zijn geboorteplaats. Later ging hij naar de Koninklijke Academie voor Schone Kunsten te Antwerpen en studeerde bij Polydore Beaufaux, Joseph Geefs en Bernard Pierre Weiser.
- Gemeinsame Normdatei: 17419269X
- International Standard Name Identifier: 0000 0003 8245 004X
- RKD-Nederlands Instituut voor Kunstgeschiedenis: 15175
- Union List of Artist Names: 500041236
- Virtual International Authority File: 264831582
- WorldCat: E39PBJmHMWvQTy4CyvkQFFKPQq